# Leiestes seminiger
Leiestes seminiger là một loài bọ cánh cứng trong họ Endomychidae. Loài này được Gyllenhall miêu tả khoa học năm 1808.